# Ямная (приток Стрелины)
Ямная — река в России, протекает по Юргинскому и Топкинскому районам Кемеровской области. Устье реки находится в 20 км по левому берегу реки Стрелина. Длина реки составляет 16 км. Приток — Малый Ямный.

## Данные водного реестра
По данным государственного водного реестра России относится к Верхнеобскому бассейновому округу, водохозяйственный участок реки — Томь от города Кемерово и до устья, речной подбассейн реки — Томь. Речной бассейн реки — (Верхняя) Обь до впадения Иртыша.